# 3652 Soros
A 3652 Soros (ideiglenes jelöléssel 1981 TC3) a Naprendszer kisbolygóövében található aszteroida. Tamara Mihajlovna Szmirnova fedezte fel 1981. október 6-án.
Nevét Soros György magyar származású közgazdász, üzletember után kapta.